# Sofiko
Sofiko  este un oraș în Grecia în prefectura Corintia.